# Dybuk

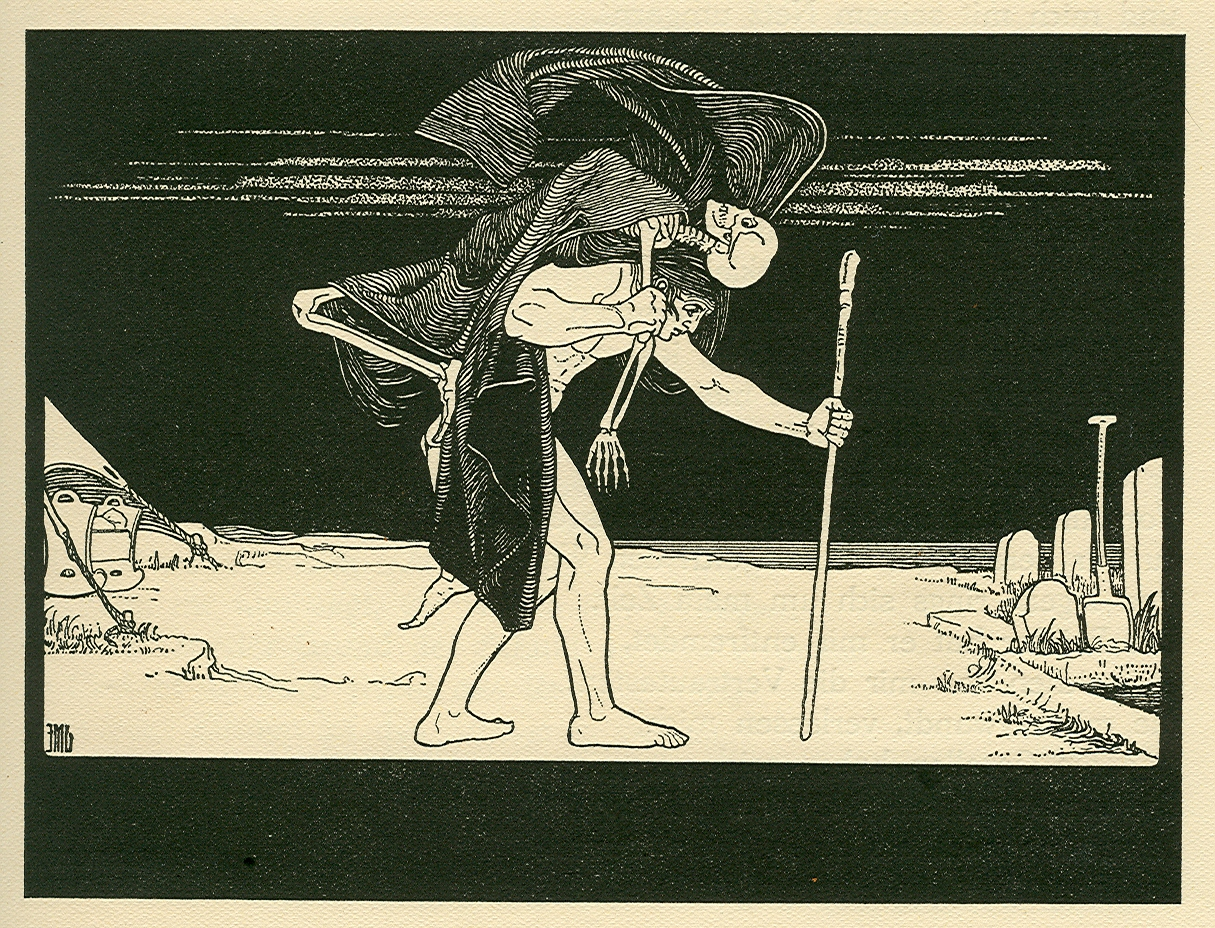
Dybuk według Maurycego Liliena (1874–1925)

Dybuk (hebr. ‏דבוק‎ dibuk dosł. „przylgnięcie”; jid. ‏דיבוק‎ dibek) – w mistycyzmie i folklorze żydowskim zjawisko zawładnięcia ciałem żywego człowieka przez ducha zmarłej osoby. Dybukiem nazywa się też samego ducha, duszę zmarłego, która nie może zaznać spoczynku (czy też, wśród zwolenników kabały, reinkarnacji) z powodu popełnionych grzechów i szuka osoby żyjącej, aby wtargnąć w jej ciało. Wedle niektórych mistyków podatne na opanowanie przez dybuka miały być osoby grzeszne, zaś duchy przejawiać miały szczególną aktywność w noc święta Jom Kipur (Dzień Pojednania, Sądny Dzień).
Wiara w dybuki znana była wśród Żydów, zwłaszcza środkowoeuropejskich, począwszy od epoki talmudycznej, ale sam termin „dybuk” pojawił się dopiero w XVII wieku. Wtedy też wiara w dybuki stała się wyobrażeniem powszechnym.
Opanowując daną osobę, dybuk powodował zmianę jej osobowości, przemawiał jej ustami, ale swoim głosem. Należało wówczas znaleźć rabina, aby odprawił egzorcyzmy, dzięki którym dybuk opuszczał ciało przez mały palec u nogi. Aby dybuk znalazł spokój i nie opanował kolejnej osoby, trzeba go było przy egzorcyzmach namówić do wyjawienia swojej tożsamości i przeprowadzić tikun (naprawę) poprzez poczęstunek wiernych alkoholem przez rodzinę ujawnionego dybuka. Osoby cierpiące na choroby umysłowe lub nerwowe uważano często za nawiedzone przez dybuka i leczono je poprzez egzorcyzmy. Szczególny rodzaj dybuka opanowywał niektóre kobiety. Nie był on duszą zmarłego, lecz demonem, który czynił z opanowanej czarownicę. Pomimo wzajemnej izolacji kulturowej współżyjących środowisk żydowskie opowieści o dybukach miały wpływ na ludowe wierzenia chrześcijan.
Do popularyzacji fenomenu dybuka w świecie nieżydowskim przyczynił się Szymon An-ski (właśc. Szlojme Zajnwel Rapoport), który napisał na początku XX wieku „legendę dramatyczną” pt. Dybuk. Na jej podstawie powstała opera Lodovica Rokki, której prapremiera odbyła się w Mediolanie w La Scali w 1934 roku.
W 1937 roku, na podstawie dramatu Szymona An-skiego, został nakręcony film Dybuk, który uznawany jest za najwybitniejszy film żydowski wyprodukowany w Polsce.

## Dybuk w kulturze popularnej
Dybuk jest bohaterem jednego z odcinków serialu o tematyce paranormalnej Czynnik PSI. Tytuł Dybuk nosi również piosenka polskiej grupy rockowej Exodus oraz polskiego folk metalowego zespołu Żywiołak. Motyw dybuka występuje także w horrorach Nienarodzony (2009), Kronika opętania (2012), w filmie Poważny człowiek (2009) braci Coen oraz w książkach Perkalowy dybuk Konrada T. Lewandowskiego, Oko Jelenia Andrzeja Pilipiuka czy w Avenging Angels Mary Stanton. Mianem Dybuka określony zostaje też jeden z bohaterów powieści (Samson Miodek) Lux perpetua autorstwa  Andrzeja Sapkowskiego. Motyw mężczyzny opętanego przez dybuka młodej żydówki pojawił się również w filmie zatytułowanym Demon (2015) w reżyserii Marcina Wrony.